# Relay (satellite)
Relay est un satellite artificiel développé par l'agence spatiale américaine, la NASA, au début de l'ère spatiale pour mettre au point les techniques de télécommunications spatiales, notamment l'utilisation des répéteurs. Relay 1 est placé sur une orbite moyenne en décembre 1962 et, malgré certaines défaillances, remplit ses objectifs. Un deuxième satellite pratiquement identique Relay 2 est lancé en janvier 1964. Les résultats des tests réalisés avec les satellites Relay ainsi qu'avec les satellites Telstar 1 et Syncom (premier satellite en orbite géostationnaire)  ouvrent la voie au premier satellite de télécommunications opérationnel Intelsat 1 qui est placé en orbite en avril 1965.

## Contexte
Après le lancement par l'Union soviétique du premier satellite artificiel en 1957, Spoutnik 1, de nombreux acteurs aux États-Unis se penchent sur les opportunités qu'ouvre l'ère spatiale dans le domaine des télécommunications. Le Congrès américain décide initialement que les travaux de recherche sur ce sujet seront pilotés pour les satellites passifs par l'agence spatiale civile tout juste créée, la NASA, tandis que le département de la Défense aura en charge la mise au point des satellites actifs (comportant des dispositifs d'amplification du signal, les répéteurs) plus prometteurs mais plus complexes. Le premier prototype de satellite de télécommunications est lancé en 1960 par la NASA. Il s'agit du satellite passif Echo en 1960. Le Courier 1B, construit par la société américaine Philco et lancé le 4 octobre 1960 est le premier satellite emportant un répétiteur actif à bord. Sa mission dure 17 jours,. En 1960 La société AT&T demande  au régulateur américain des télécommunications, la FCC l'autorisation de développer un satellite de télécommunications opérationnel mais, à la surprise de tous, le gouvernement américain de l'époque ne donne pas son accord en avançant qu'il ne dispose pas du dispositif législatif nécessaire pour gérer toutes les implications d'une telle décision. Mi 1961 la NASA passe commande auprès de la société RCA d'un premier prototype de satellite de télécommunications actif Relay. De son côté AT&T construit un satellite de même type Telstar 1 qui est lancé par la NASA le 10 juillet 1962.

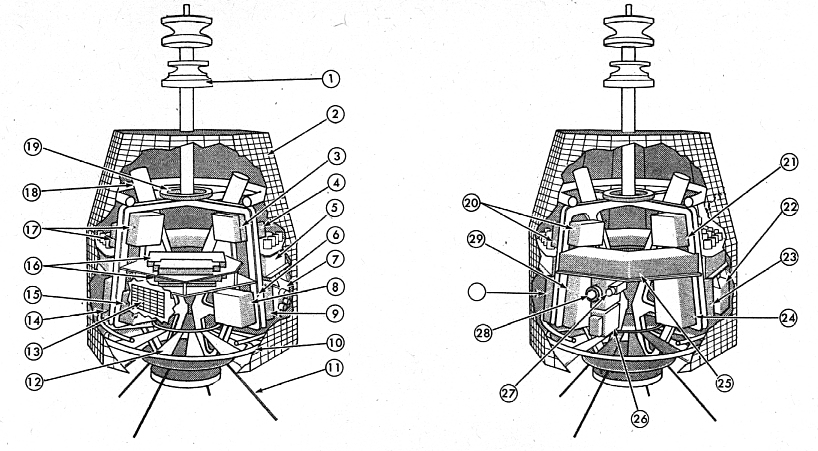
Vue en coupe d'un satellite Relay montrant celui-ci sous deux angles : 1 Antenne bande large, 2 Cellules solaires, 4 et 5 Batteries avec leurs chargeurs, 7, 22 et 28 Détecteurs de radiations, 18 Tube à ondes progressives, 19 Amortisseur de nutation, 26 Senseur solaire, 27 Senseur d'horizon.

## Caractéristiques techniques

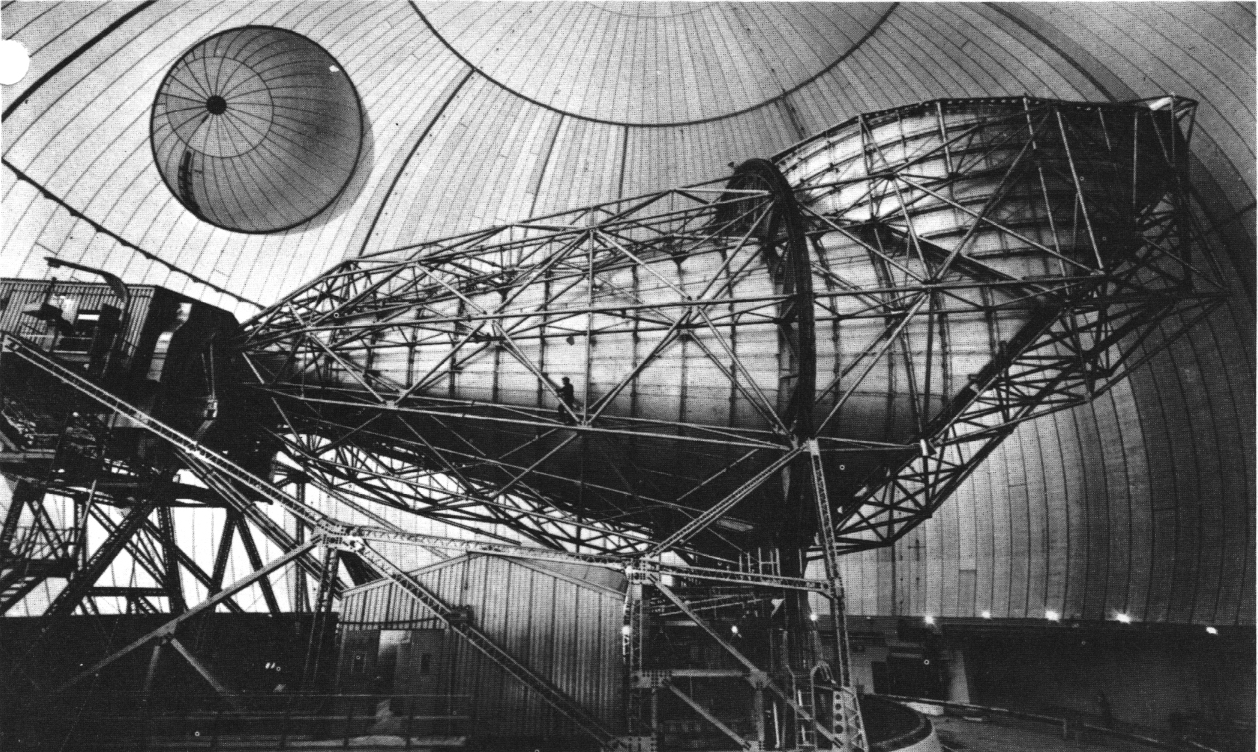
Antenne d'Andover utilisée pour les communications avec le satellite Relay 1.

Le satellite Relay est plus complexe que le satellite Telstar développé à la même époque par AT&T pour répondre à des objectifs expérimentaux identiques. La taille du satellite est imposée par la coiffe de son lanceur Delta B. Il a la forme d'un prisme à 8 faces de 0,48 mètre de haut et de 0,74 mètre de diamètre surmonté d'une pyramide tronquée d'une hauteur de 0,41 mètre le tout prolongé par une structure en forme de mat longue de 0,46 mètre servant de support aux antennes émettrices et réceptrices. La structure du satellite est réalisée en tôles d'aluminium et les cellules solaires qui couvrent la surface sont fixées sur des plaques d'aluminium en nid d'abeilles. L'énergie est fournie par des cellules solaires produisant 40 watts. Lorsque le système de télécommunications fonctionne, il consomme 120 watts. L'énergie manquante est fournie par trois batteries nickel-cadmium d'une capacité de 0,25 kWh. Le satellite est spinné (stabilisé par rotation). La charge utile est constituée par un système de télécommunications utilisant deux répéteurs dont un de secours disposant chacun d'un canal large bande (25 MHz), avec une capacité de 300 circuits simples ou une chaine télé, et deux canaux à bande étroite (2 MHz), avec une capacité de 12 circuits téléphoniques en duplex. Le satellite emporte également trois instruments destinés à mesurer le rayonnement émis par les ceintures de Van Allen que le satellite traverse plusieurs fois par jour.

## Déroulement des missionsRelay 1et2
Relay 1 est lancé le 13 décembre 1962 par une fusée Delta B et placé sur une orbite moyenne (1 319 × 7 440 km) qu'il parcourt en 185 minutes. Le satellite est stabilité par mise en rotation rapide avec une vitesse initiale de 167 tours par minute. Peu après son lancement, le fonctionnement du satellite est perturbé par plusieurs problèmes. La défaillance de l'alimentation électrique du répéteur nécessite l'activation du répéteur de secours. Les commandes envoyées depuis la station au sol sont perturbées par des interférences avec le système d'émission en bande large provoquant 401 anomalies durant la première année. Le chargeur d'une des trois batteries est victime d'une défaillance au bout de 3 mois. Une anomalie plus importante est la durée du réchauffement du tube à ondes progressives, pièce centrale du répéteur, qui monte jusqu'à 16 minutes au lieu de 3 minutes en fonctionnement normal, alors que la durée de survol de la station terrestre n'est que de 13 minutes. Le système de télécommunications, qui du fait de l'orbite parcourue ne peut fonctionner que durant 15 % de l'orbite, est néanmoins testé avec succès.
Le satellite Relay 2 est lancé le 21 janvier 1964 par une fusée Delta B et placé sur une orbite moyenne (1 961 × 7 540 km). Le satellite est une copie du premier exemplaire, mais sa fiabilité a été améliorée en tirant des leçons des anomalies détectées sur Relay 1.
| Satellite | Date de lancement | Lanceur | Masse  | Fin des opérations | Identifiant COSPAR | Orbite  | Périgée  | Apogée   | Inclinaison |
| --------- | ----------------- | ------- | ------ | ------------------ | ------------------ | ------- | -------- | -------- | ----------- |
| Relay 1   | 13 déc. 1962      | Delta B | 170 kg | 10 fév. 1965       | 1962-068A          | Moyenne | 1 319 km | 7 440 km | 47,5°       |
| Relay 2   | 21 janv. 1964     | Delta B | 184 kg | 9 juin 1967        | 1964-003A          | Moyenne | 1 961 km | 7 540 km | 46,4°       |

## Résultats
Pour tester les télécommunications par satellite les deux engins spatiaux Relay utilisent les mêmes stations terrestres que Telstar 1 : trois stations situées aux États-Unis dans le Maine, le New Jersey et en Californie ainsi que des stations situées au Brésil, en Italie, en Allemagne de l'Ouest et au Japon. Les satellites Relay sont utilisés de manière expérimentale pour relayer plusieurs programmes de télévision notamment les Jeux olympiques de 1964 à Tokyo qui sont transmis par satellite depuis le Japon jusqu'en Amérique puis d'Amérique en Europe. Les résultats des tests réalisés avec les satellites Relay ainsi qu'avec les satellites Telstar 1 et Syncom (premier satellite en orbite géostationnaire) ouvrent la voie au premier satellite de télécommunications opérationnel Intelsat 1 qui est placé en orbite en avril 1965.
Près de 60 ans après sa mise hors service, un signal radio provenant de Relay 2 est détecté en juin 2024 par l'Australian Square Kilometre Array Pathfinder,,.

## Galerie

Préparation et lancement de Relay 1
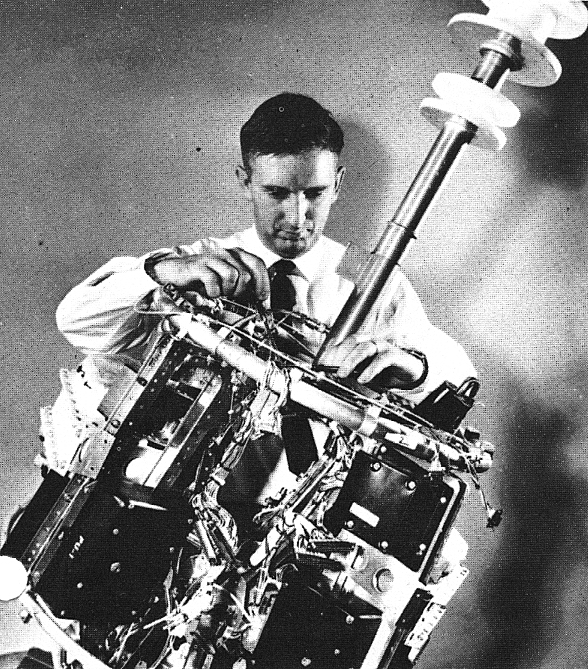
Assemblage de Relay 1.
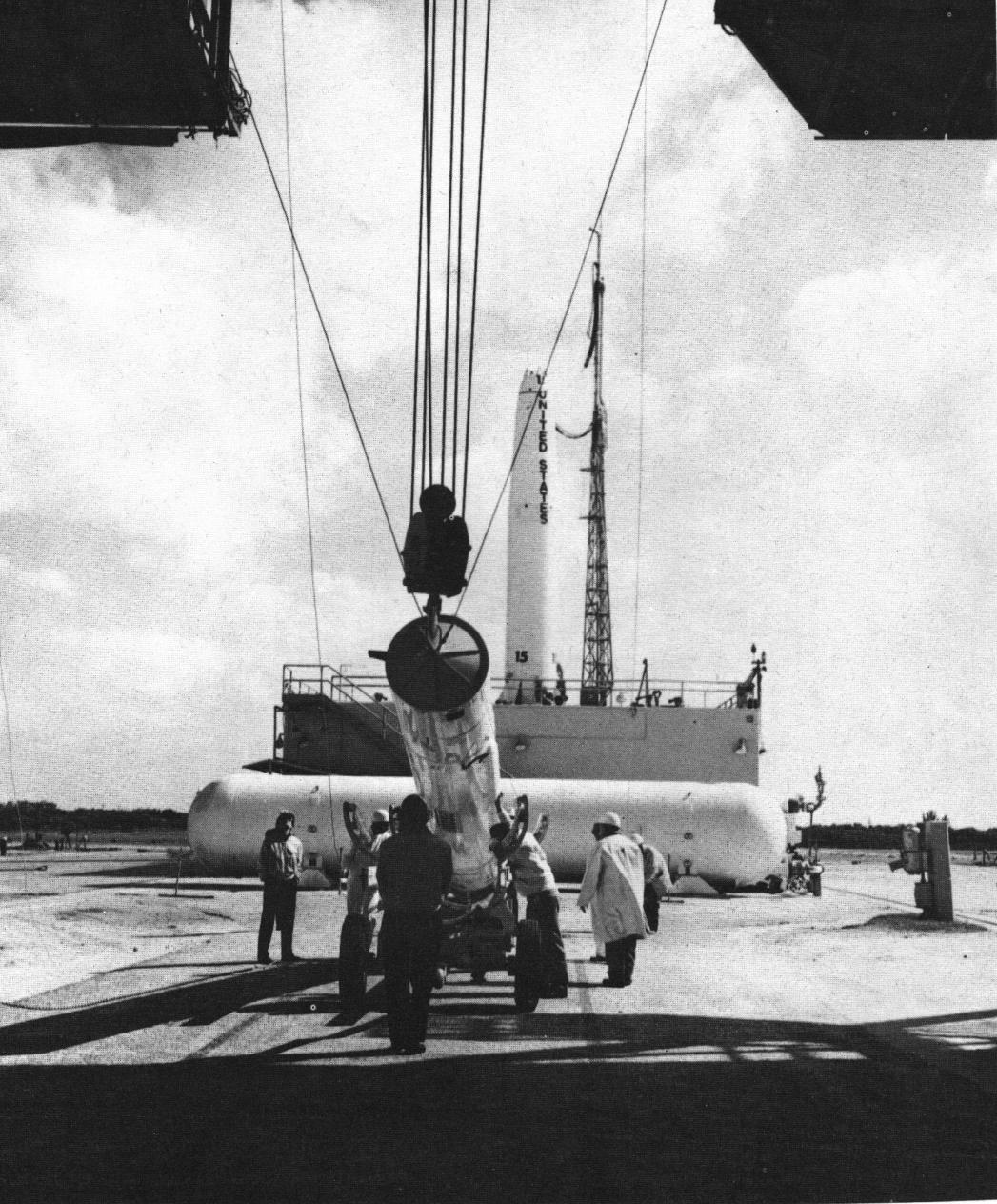
Le deuxième étage du lanceur Delta est hissé pour être fixé sur le premier étage visible au fond.
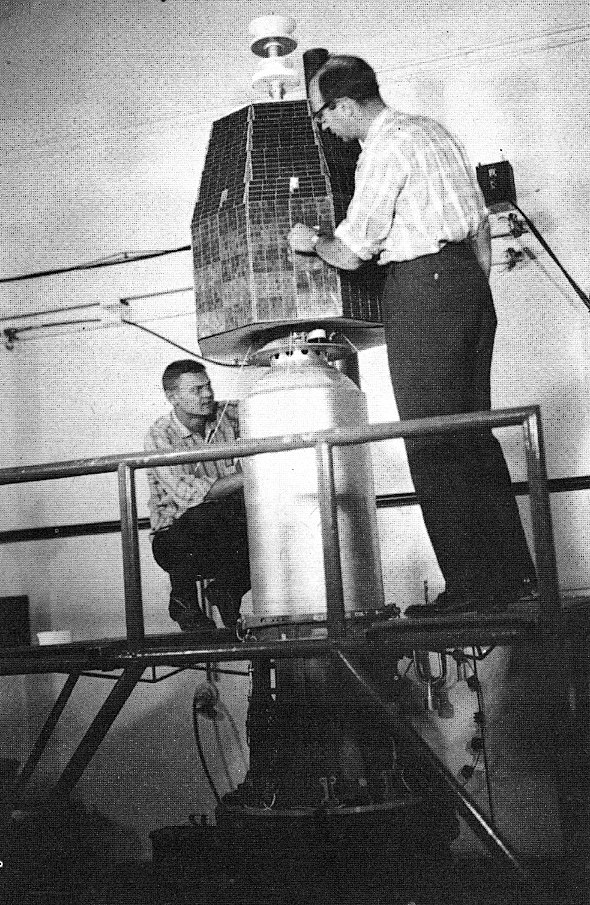
Relay 1 est fixé sur le dernier étage du lanceur.